# Marsillargues
Marsillargues (Marsilhargues en occitan) est une commune française d'un peu plus de 6 000 habitants, en 2017, qui fait partie de la Communauté de communes du Pays de Lunel. Elle se situe dans le canton de Lunel, dans l'est du département de l'Hérault en région Occitanie.
Exposée à un climat méditerranéen, elle est drainée par le Vidourle, le ruisseau de la Capoullière et par un autre cours d'eau. La commune possède un patrimoine naturel remarquable : deux sites Natura 2000 (« le Vidourle » et l'« étang de Mauguio »), deux espaces protégés (l'« étang de l'Or » et la Petite Camargue) et sept zones naturelles d'intérêt écologique, faunistique et floristique. 
Ses habitants sont les Marsillarguois.
Marsillargues est une commune urbaine et littorale qui compte 6 787 habitants en 2022, après avoir connu une forte hausse de la population depuis 1962. Elle est dans l'agglomération de Lunel et fait partie de l'aire d'attraction de Montpellier. Ses habitants sont appelés les Marsillarguois ou  Marsillarguoises.

## Géographie

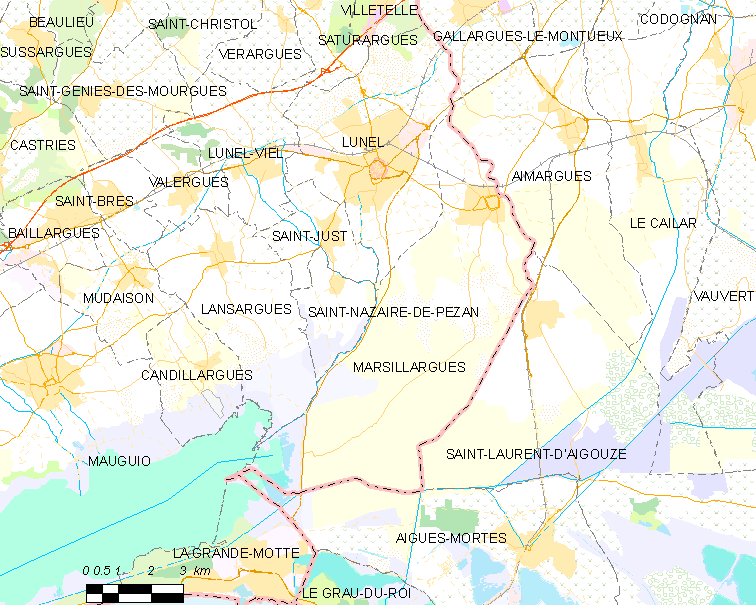
Carte.

### Situation
Marsillargues est située en Europe continentale, au sud-est de la France, au bord du Vidourle, à égale distance de Montpellier et de Nîmes et à une quinzaine de kilomètres de la mer Méditerranée.
À son extrême limite est, le Vidourle constitue sa frontière naturelle avec le département du Gard. Les trois communes les plus proches sont Aimargues, en direction de Vauvert, Saint-Laurent-d'Aigouze, en direction d'Aigues-Mortes et Lunel à l'ouest.
La commune de Marsillargues est la commune la plus à l'est du département de l'Hérault. Marsillargues est la seconde ville du canton de Lunel.
Elle est entourée par une ceinture de boulevards bordés de platanes centenaires qui constituent une promenade naturelle protégée du soleil par les chaudes journées d'été[réf. nécessaire].

### Communes limitrophes
| Gallargues-le-Montueux (6.25 / 8,53 km) Lunel (3.72 / 4,79 km) Valergues (9.48 / 11,26 km)                                               | Aigues-Vives (8.24 / 10,65 km)      | Mus (8.36 / 11,32 km) Codognan (7.92 / 9,68 km) Aimargues (3.21 / 4,44 km) Le Cailar (4.76 / 7,26 km) |
| Saint-Brès (12.01 / 13,98 km) | Marsillargues                       | Saint-Gilles (20.34 / 26,85 km)                                                                       |
| Saint-Just (5.22 / 7,36 km) Saint-Nazaire-de-Pézan (5.40 / 9,27 km) La Grande-Motte (13.95 / 18,79 km) Le Grau-du-Roi (14.85 / 20,30 km) | Mer Méditerranée (21.76 / 27,79 km) | Gallician (9.86 / 16,05 km) Saint-Laurent-d'Aigouze (3.74 / 5,43 km) Aigues-Mortes (11.05 / 13,10 km) |

### Températures moyennes
|                                 | Janv | Fév  | Mars | Avr  | Mai  | Juin | Juil | Août | Sept | Oct  | Nov  | Déc  | Annuel |
| ------------------------------- | ---- | ---- | ---- | ---- | ---- | ---- | ---- | ---- | ---- | ---- | ---- | ---- | ------ |
| Températures mini moyennes (°C) | 2.2  | 3.3  | 4.9  | 7.8  | 11.2 | 14.6 | 17.1 | 16.7 | 14.2 | 10.6 | 5.9  | 2.8  | 9.3    |
| Températures moyennes (°C)      | 6.6  | 7.8  | 9.8  | 12.6 | 16.1 | 19.9 | 22.8 | 22.2 | 19.4 | 15.4 | 10.3 | 7.2  | 14.2   |
| Températures maxi moyennes (°C) | 11.1 | 12.4 | 14.7 | 17.5 | 21.1 | 25.3 | 28.4 | 27.7 | 24.7 | 20.2 | 14.7 | 11.7 | 19.1   |

### Précipitations
|                                                | Janv  | Fév  | Mars  | Avr  | Mai   | Juin  | Juil | Août | Sept  | Oct   | Nov   | Déc  | Annuel |
| ---------------------------------------------- | ----- | ---- | ----- | ---- | ----- | ----- | ---- | ---- | ----- | ----- | ----- | ---- | ------ |
| Cumuls moyens mensuels des précipitations (mm) | 72.3  | 72.3 | 55.0  | 54.9 | 52.1  | 33.0  | 20.0 | 41.7 | 62.3  | 109.5 | 62.8  | 63.3 | 699.1  |
| Hauteur max des précipitations en 24h (mm)     | 115.0 | 55.4 | 120.2 | 68.4 | 120.1 | 150.2 | 57.0 | 79.8 | 177.2 | 148.1 | 143.4 | 89.7 | 177.2  |

### Climat
Pour des articles plus généraux, voir Climat de l'Occitanie et Climat de l'Hérault.
En 2010, le climat de la commune est de type climat méditerranéen franc, selon une étude s'appuyant sur une série de données couvrant la période 1971-2000. En 2020, Météo-France publie une typologie des climats de la France métropolitaine dans laquelle la commune est exposée à un climat méditerranéen et est dans la région climatique  Provence, Languedoc-Roussillon, caractérisée par une pluviométrie faible en été, un très bon ensoleillement (2 600 h/an), un été chaud (21,5 °C), un air très sec en été, sec en toutes saisons, des vents forts (fréquence de 40 à 50 % de vents > 5 m/s) et peu de brouillards.
Pour la période 1971-2000, la température annuelle moyenne est de 14,5 °C, avec une amplitude thermique annuelle de 17 °C. Le cumul annuel moyen de précipitations est de 652 mm, avec 6,1 jours de précipitations en janvier et 2,7 jours en juillet. Pour la période 1991-2020, la température moyenne annuelle observée sur la station météorologique installée sur la commune est de 15,0 °C et le cumul annuel moyen de précipitations est de 617,6 mm,. Pour l'avenir, les paramètres climatiques de la commune estimés pour 2050 selon différents scénarios d'émission de gaz à effet de serre sont consultables sur un site dédié publié par Météo-France en novembre 2022.
| Mois                                  | jan.          | fév.          | mars          | avril         | mai          | juin           | jui.         | août           | sep.            | oct.            | nov.            | déc.          | année     |
| ------------------------------------- | ------------- | ------------- | ------------- | ------------- | ------------ | -------------- | ------------ | -------------- | --------------- | --------------- | --------------- | ------------- | --------- |
| Température minimale moyenne (°C)     | 2,3           | 2,3           | 5             | 7,5           | 11,1         | 14,7           | 17,1         | 17,1           | 13,6            | 10,7            | 6               | 2,9           | 9,2       |
| Température moyenne (°C)              | 7,2           | 7,8           | 10,9          | 13,4          | 17,3         | 21,3           | 23,9         | 23,8           | 19,8            | 16              | 10,9            | 7,7           | 15        |
| Température maximale moyenne (°C)     | 12,1          | 13,4          | 16,8          | 19,3          | 23,4         | 27,9           | 30,7         | 30,5           | 26              | 21,2            | 15,9            | 12,6          | 20,8      |
| Record de froid (°C) date du record   | −8,2 13.01.03 | −9,8 05.02.12 | −9,4 02.03.05 | −2,6 08.04.21 | 2,8 01.05.04 | 4,3 06.06.1989 | 8,1 17.07.00 | 8,3 30.08.1993 | 3 27.09.10      | −2,2 31.10.1997 | −7,9 24.11.1998 | −9,5 20.12.09 | −9,8 2012 |
| Record de chaleur (°C) date du record | 22,1 24.01.24 | 24,2 28.02.19 | 27,4 21.03.02 | 30,8 08.04.11 | 35 31.05.01  | 45,1 28.06.19  | 39 15.07.22  | 39,9 23.08.23  | 35,6 06.09.1988 | 32,5 02.10.1997 | 24,7 01.11.22   | 21,3 23.12.22 | 45,1 2019 |
| Précipitations (mm)                   | 55,9          | 35,7          | 40,5          | 58,4          | 40           | 27,7           | 18,6         | 35,9           | 82,2            | 88,9            | 83              | 50,8          | 617,6     |

### Milieux naturels et biodiversité

#### Espaces protégés
La protection réglementaire est le mode d’intervention le plus fort pour préserver des espaces naturels remarquables et leur biodiversité associée,.
Deux espaces protégés sont présents sur la commune : 
- l'« étang de l'Or », un terrain acquis par le Conservatoire du Littoral, d'une superficie de 609,4 ha[12],[13] ;
- la Petite Camargue, une zone humide protégée par la convention de Ramsar, d'une superficie de 41 705,5 ha[14].

#### Réseau Natura 2000

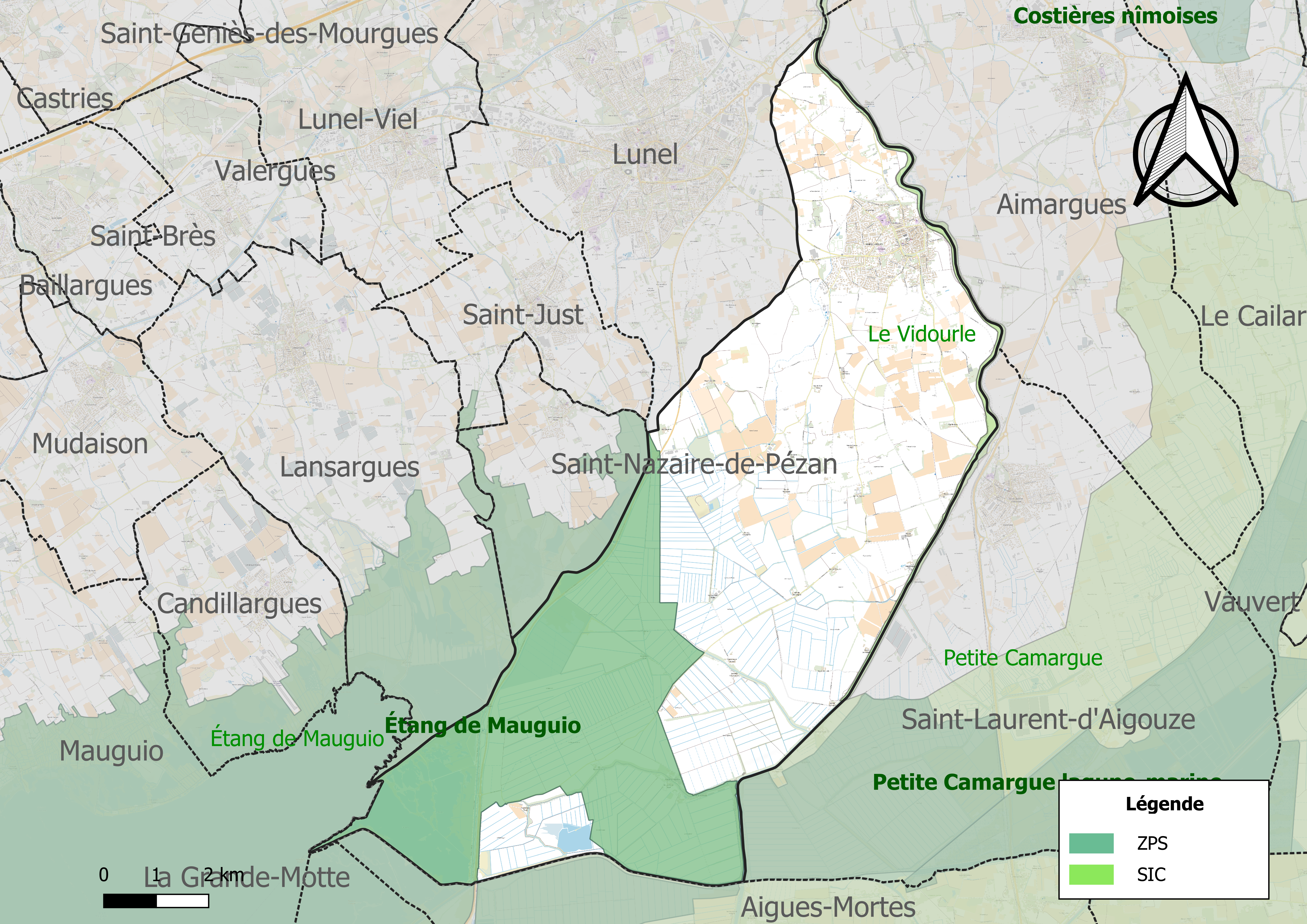
Site Natura 2000 sur le territoire communal.

Le réseau Natura 2000 est un réseau écologique européen de sites naturels d'intérêt écologique élaboré à partir des directives habitats et oiseaux, constitué de zones spéciales de conservation (ZSC) et de zones de protection spéciale (ZPS).
Un site Natura 2000 a été défini sur la commune au titre de la directive oiseaux,, mais aussi de la directive habitats, l'« étang de Mauguio » ou « étang de l'Or ». D'une superficie de 7 020 ha, cette lagune communique avec la mer par un grau qui relie le Sud-Ouest de l'étang au port de Carnon. L'étang est entouré par une gamme variée d'habitats naturels : un système dunaire, des milieux saumâtres à hyper salés sur les rives sud et est et des milieux saumâtres à doux influencés par l'eau douce sur les rives nord. Ce site présente une diversité des milieux et des conditions d'hygrométrie et de salinité, lui conférant un intérêt ornithologique remarquable ;
Un autre site relève de la directive habitats : « le Vidourle », d'une superficie de 209 ha, qui présente un intérêt biologique tout particulier au regard de l'existence d'espèces aquatiques et palustres remarquables et singulières par rapport à d'autres cours d'eau de la région. Le Gomphe de Graslin, libellule d'intérêt communautaire, justifie notamment l'inscription du Vidourle au réseau Natura 2000.

#### Zones naturelles d'intérêt écologique, faunistique et floristique
L’inventaire des zones naturelles d'intérêt écologique, faunistique et floristique (ZNIEFF) a pour objectif de réaliser une couverture des zones les plus intéressantes sur le plan écologique, essentiellement dans la perspective d’améliorer la connaissance du patrimoine naturel national et de fournir aux différents décideurs un outil d’aide à la prise en compte de l’environnement dans l’aménagement du territoire. 
Cinq ZNIEFF de type 1 sont recensées sur la commune :
- l'« étang de l'Or » (3 378 ha), couvrant 6 communes dont une dans le Gard et cinq dans l'Hérault[21] ;
- « la Palus Nord » (420 ha)[22] ;
- « le Vidourle entre Port Vieil et Quincandon » (161 ha), couvrant 3 communes dont deux dans le Gard et une dans l'Hérault[23] ;
- le « marais de Tartuguière et du Grès » (662 ha), couvrant 5 communes du département[24] ;
- la « plaine agricole du Grand Cogul » (161 ha)[25] ;

et deux ZNIEFF de type 2, : 
- le « complexe paludo-laguno-dunaire des étangs montpelliérains » (14 344 ha), couvrant 14 communes dont une dans le Gard et 13 dans l'Hérault[26] ;
- la « vallée du Vidourle de Sauve aux étangs » (691 ha), couvrant 21 communes dont 16 dans le Gard et cinq dans l'Hérault[27].

Carte des ZNIEFF de type 1 et 2 à Marsillargues.
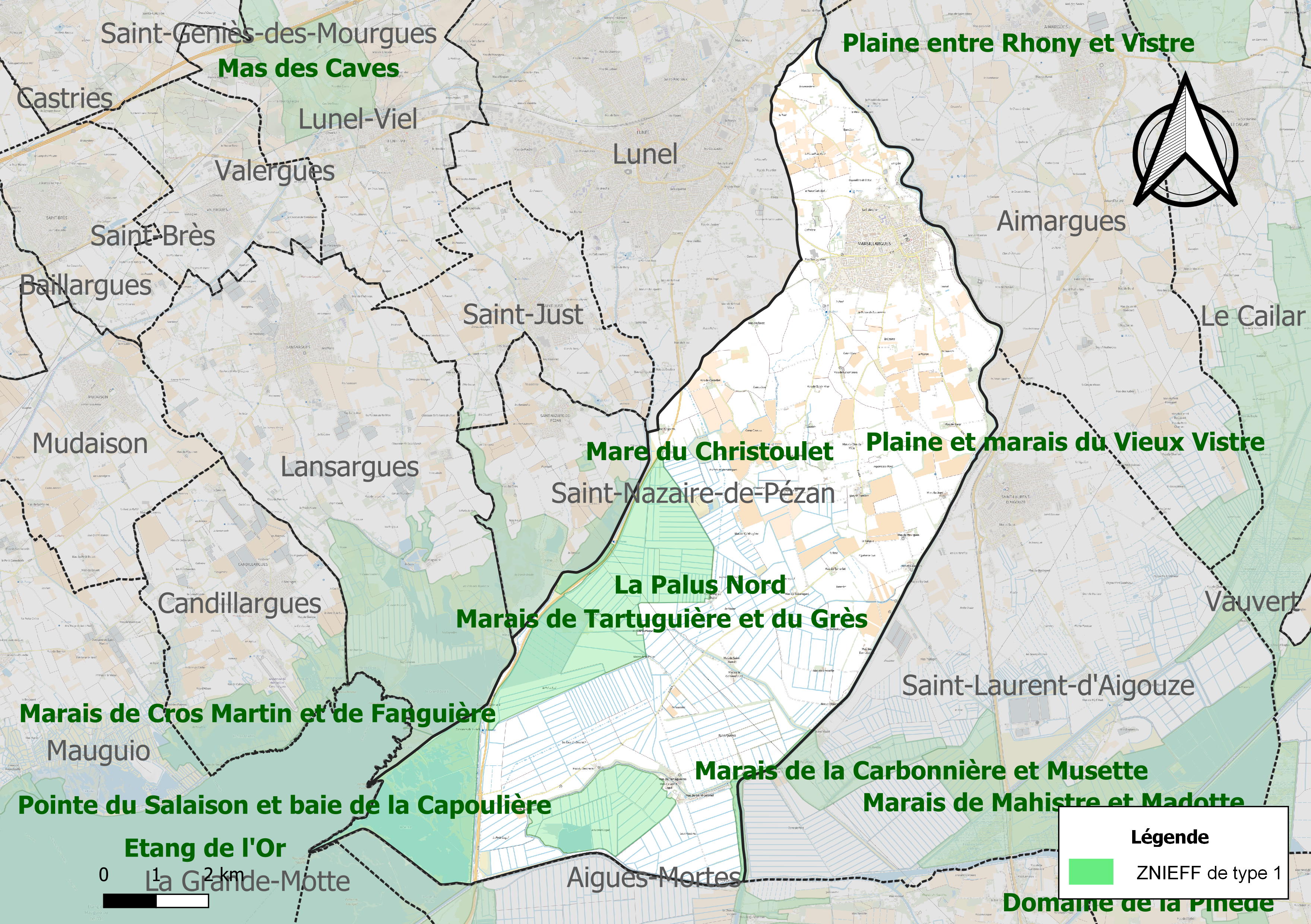
Carte des ZNIEFF de type 1 sur la commune.
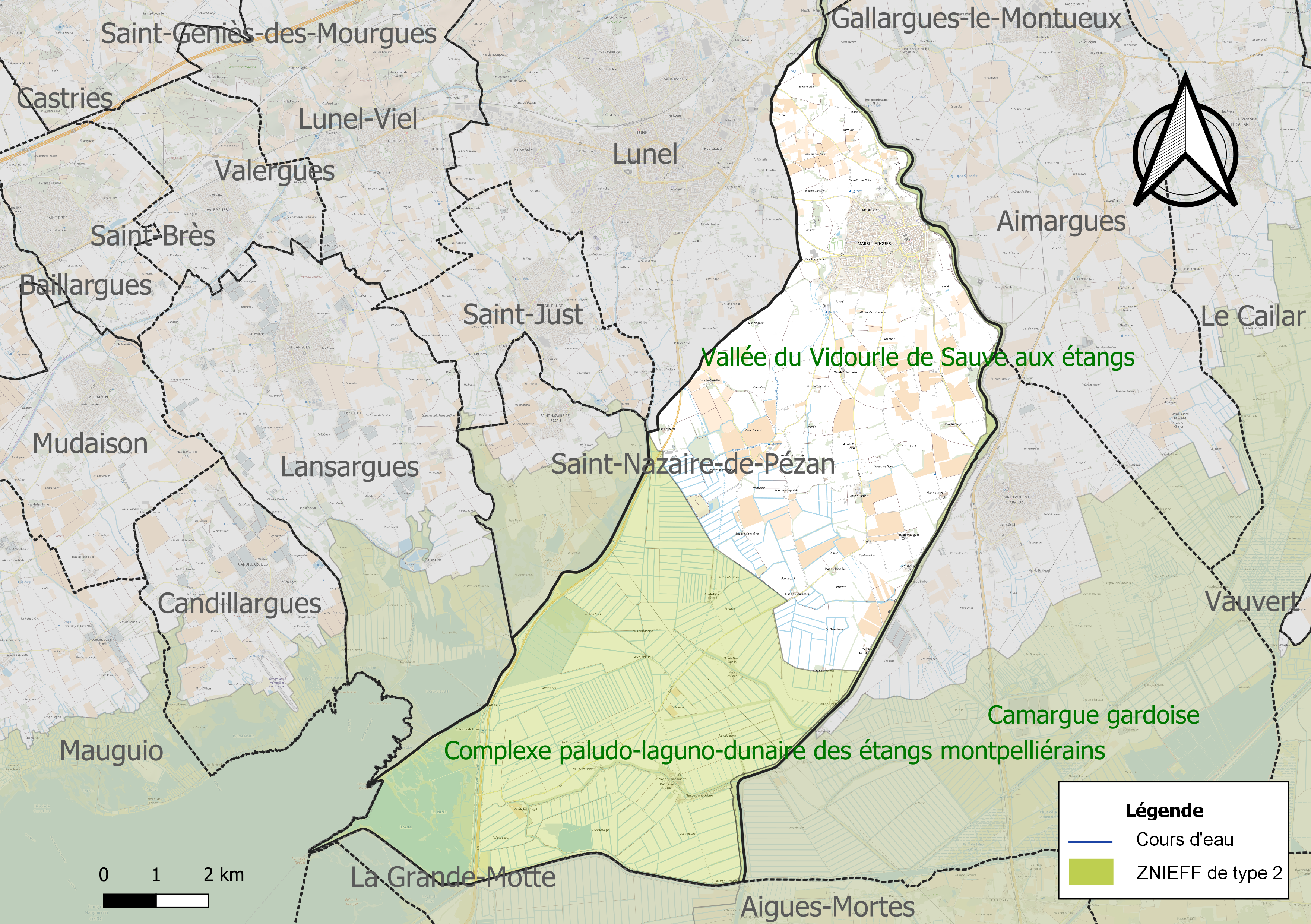
Carte des ZNIEFF de type 2 sur la commune.

## Urbanisme

### Typologie
Au 1er janvier 2024, Marsillargues est catégorisée ceinture urbaine, selon la nouvelle grille communale de densité à sept niveaux définie par l'Insee en 2022.
Elle appartient à l'unité urbaine de Lunel, une agglomération inter-départementale regroupant neuf  communes, dont elle est une commune de la banlieue,,. Par ailleurs la commune fait partie de l'aire d'attraction de Montpellier, dont elle est une commune de la couronne,. Cette aire, qui regroupe 161 communes, est catégorisée dans les aires de 700 000 habitants ou plus (hors Paris),.
La commune, bordée par la mer Méditerranée, est également une commune littorale au sens de la loi du 3 janvier 1986, dite loi littoral. Des dispositions spécifiques d’urbanisme s’y appliquent dès lors afin de préserver les espaces naturels, les sites, les paysages et l’équilibre écologique du littoral, tel le principe d'inconstructibilité, en dehors des espaces urbanisés, sur la bande littorale des 100 mètres, ou plus si le plan local d’urbanisme le prévoit.

### Occupation des sols
L'occupation des sols de la commune, telle qu'elle ressort de la base de données européenne d’occupation biophysique des sols Corine Land Cover (CLC), est marquée par l'importance des territoires agricoles (86,1 % en 2018), une proportion sensiblement équivalente à celle de 1990 (86,3 %). La répartition détaillée en 2018 est la suivante : 
terres arables (59,4 %), zones agricoles hétérogènes (17 %), cultures permanentes (9,7 %), zones humides côtières (8,1 %), zones urbanisées (3,7 %), eaux maritimes (2 %). L'évolution de l’occupation des sols de la commune et de ses infrastructures peut être observée sur les différentes représentations cartographiques du territoire : la carte de Cassini (XVIIIe siècle), la carte d'état-major (1820-1866) et les cartes ou photos aériennes de l'IGN pour la période actuelle (1950 à aujourd'hui).

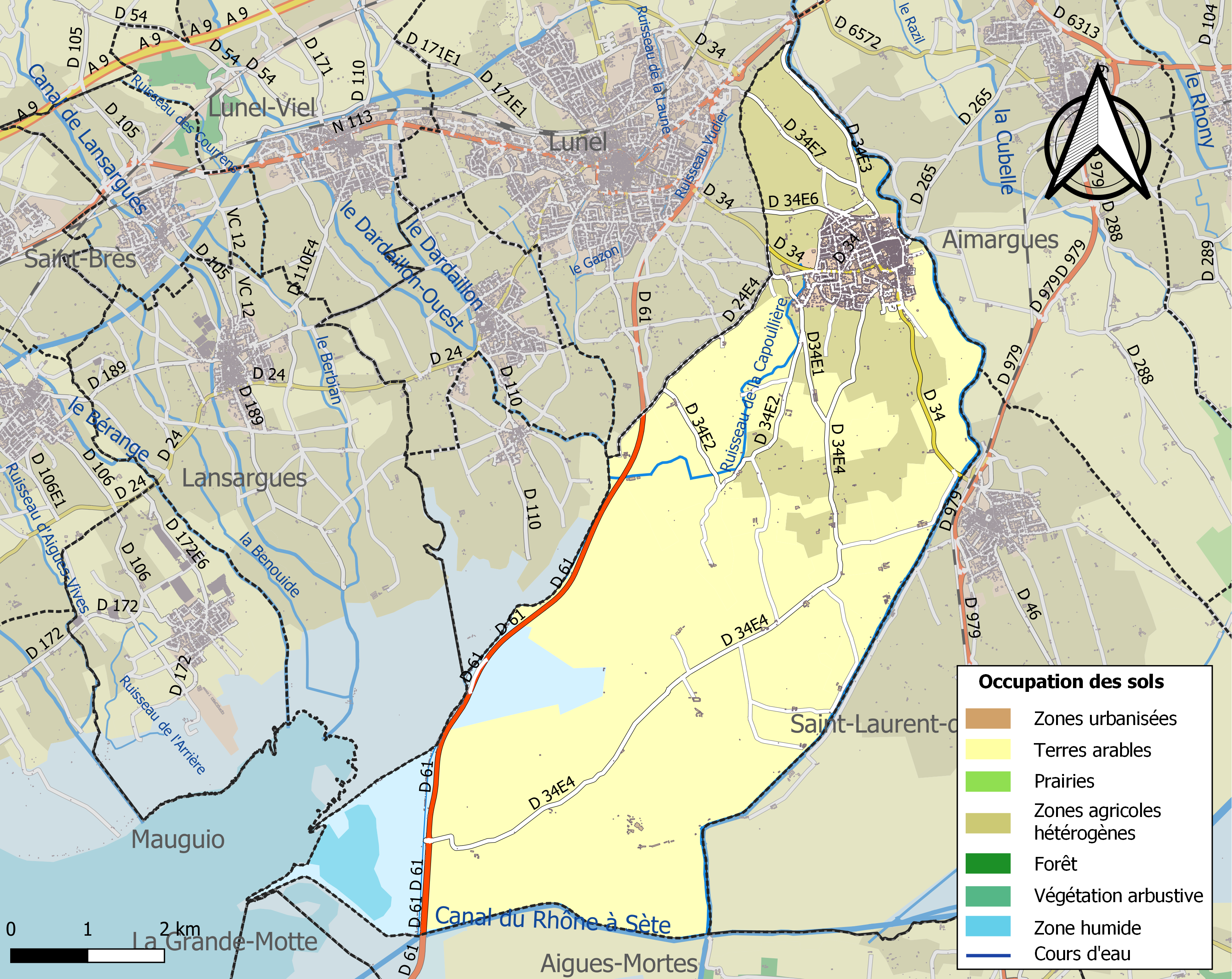
Carte des infrastructures et de l'occupation des sols de la commune en 2018 (CLC).

### Risques majeurs
Le territoire de la commune de Marsillargues est vulnérable à différents aléas naturels : météorologiques (tempête, orage, neige, grand froid, canicule ou sécheresse), inondations et séisme (sismicité très faible). Il est également exposé à un risque technologique,  le transport de matières dangereuses. Un site publié par le BRGM permet d'évaluer simplement et rapidement les risques d'un bien localisé soit par son adresse soit par le numéro de sa parcelle.

#### Risques naturels
La commune fait partie du territoire à risques importants d'inondation (TRI) de Montpellier-Lunel-Maugio-Palavas, regroupant 49 communes du bassin de vie de Montpellier et s'étendant sur les départements de l'Hérault et du Gard, un des 31 TRI qui ont été arrêtés fin 2012 sur le bassin Rhône-Méditerranée, retenu au regard des risques de submersions marines et de débordements du Vistre, du Vidourle, du Lez et de la Mosson. Parmi les événements significatifs antérieurs à 2019 qui ont touché le territoire, peuvent être citées les crues de septembre 2002 et de septembre 2003 (Vidourle) et les tempêtes de novembre 1982 et décembre 1997 qui ont touché le littoral. Des cartes des surfaces inondables ont été établies pour trois scénarios : fréquent (crue de temps de retour de 10 ans à 30 ans), moyen (temps de retour de 100 ans à 300 ans) et extrême (temps de retour de l'ordre de 1 000 ans, qui met en défaut tout système de protection). La commune a été reconnue en état de catastrophe naturelle au titre des dommages causés par les inondations et coulées de boue survenues en 1982, 1994, 1999, 2002, 2003, 2014, 2015, 2016, 2018 et 2021,.
Marsillargues est exposée au risque de feu de forêt du fait de la présence sur son territoire. Un plan départemental de protection des forêts contre les incendies (PDPFCI) a été approuvé en juin 2013 et court jusqu'en 2022, où il doit être renouvelé. Les mesures individuelles de prévention contre les incendies sont précisées par deux arrêtés préfectoraux et s’appliquent dans les zones exposées aux incendies de forêt et à moins de 200 mètres de celles-ci. L’arrêté du 25 avril 2002 réglemente l'emploi du feu en interdisant notamment d’apporter du feu, de fumer et de jeter des mégots de cigarette dans les espaces sensibles et sur les voies qui les traversent sous peine de sanctions. L'arrêté du 11 mars 2013 rend le débroussaillement obligatoire, incombant au propriétaire ou ayant droit,.

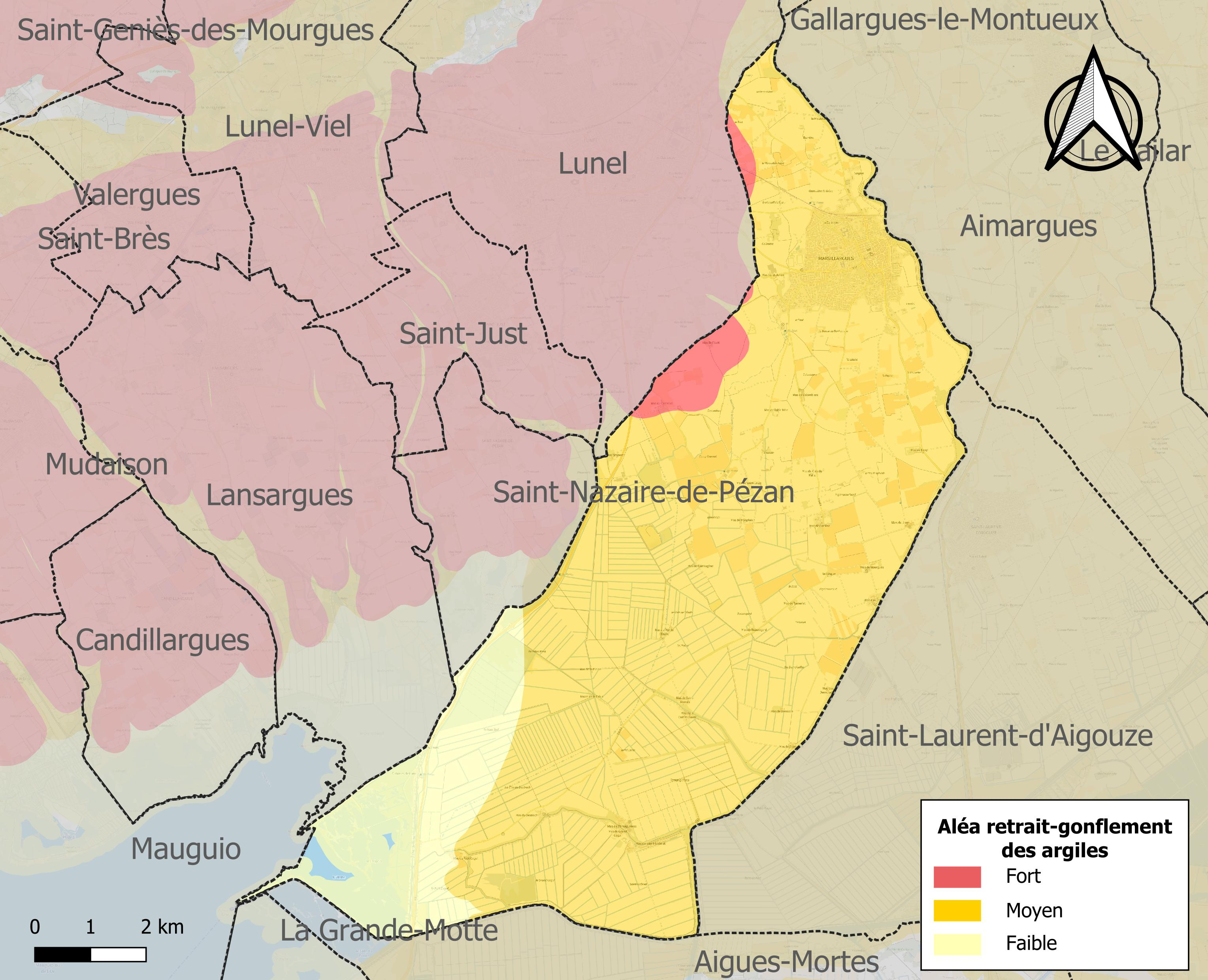
Carte des zones d'aléa retrait-gonflement des sols argileux de Marsillargues.

Le retrait-gonflement des sols argileux est susceptible d'engendrer des dommages importants aux bâtiments en cas d’alternance de périodes de sécheresse et de pluie. 86,5 % de la superficie communale est en aléa moyen ou fort (59,3 % au niveau départemental et 48,5 % au niveau national). Sur les 2 388 bâtiments dénombrés sur la commune en 2019, 2 264 sont en aléa moyen ou fort, soit 95 %, à comparer aux 85 % au niveau départemental et 54 % au niveau national. Une cartographie de l'exposition du territoire national au retrait gonflement des sols argileux est disponible sur le site du BRGM,.
Par ailleurs, afin de mieux appréhender le risque d’affaissement de terrain, l'inventaire national des cavités souterraines permet de localiser celles situées sur la commune.

#### Risques technologiques
Le risque de transport de matières dangereuses sur la commune est lié à sa traversée par des infrastructures routières ou ferroviaires importantes ou la présence d'une canalisation de transport d'hydrocarbures. Un accident se produisant sur de telles infrastructures est susceptible d’avoir des effets graves sur les biens, les personnes ou l'environnement, selon la nature du matériau transporté. Des dispositions d’urbanisme peuvent être préconisées en conséquence.

## Histoire

### Préhistoire et Antiquité
La vigne cultivée est présente sur ce terroir depuis 5 000 ans d'après les diagrammes polliniques avec une notable augmentation à l'an 300 avant notre ère.
À l’origine, le village était probablement un village de pêcheurs composé de cabanes situées à proximité du Vidourle, il existe d'ailleurs une rue des Pêcheurs[réf. nécessaire].

### Moyen Âge
Le village dès le Moyen Âge était sous la tutelle de la célèbre abbaye de Psalmodie dont le nom est probablement tiré des éternelles psalmodies qu’égrenaient les moines. Cette abbaye d’ailleurs était propriétaire de la plupart des terres environnantes[réf. nécessaire].

### Renaissance
Le château actuel est de style Renaissance[réf. nécessaire].

### Période moderne

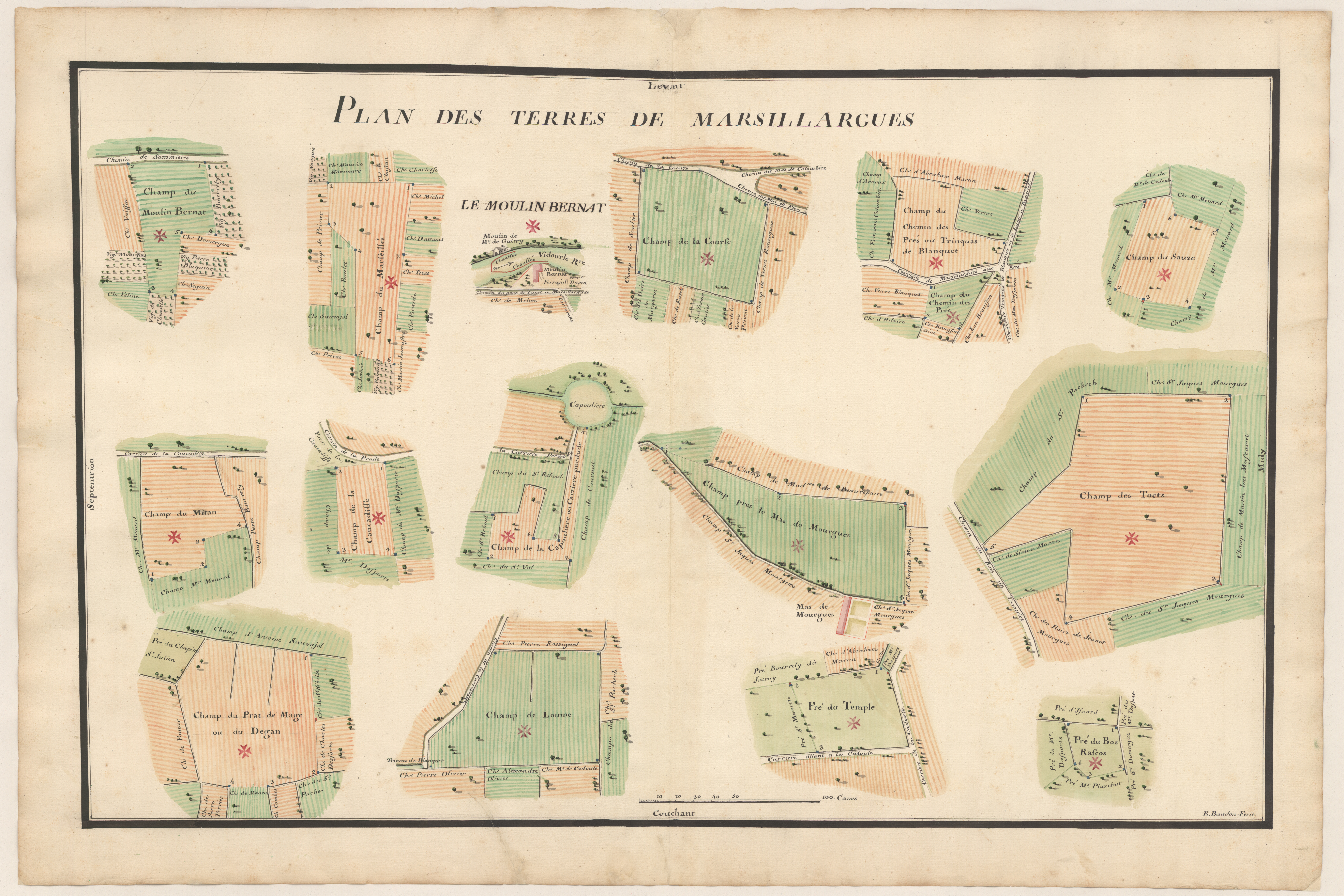
Atlas dit « du Grand Saint-Jean » de 1750-1751, comportant la description des biens de la commanderie de Montpellier.

Jusqu'à la Révolution, Marsillargues se trouvait dans le diocèse de Nîmes. En 1790, il en fut séparé pour intégrer le département de l'Hérault. Lors de la Révolution française, les citoyens de la commune se réunissent au sein de la société révolutionnaire, baptisée « société patriotique », puis « société des amis de la constitution et de l’égalité ». Elle est créée le 4 septembre 1791 et rebaptisée « société des amis de la liberté et de l’égalité ». Sa fréquentation était assez importante, puisque ses 283 membres représentent 9 % de la population totale. Alors que Marsillargues est d’opinion girondine, le représentant en mission Boisset passe plusieurs mois à l’épurer en 1793.

### Période contemporaine
Après la Seconde Guerre mondiale, le village se tourne essentiellement vers la viticulture qui devient sa principale ressource. Après avoir connu des hauts et des bas et même après les dégâts causés par le « mildiou », la vigne est demeurée jusque dans les années 1958 ; la cave coopérative locale était dans les années 1950 et 1960 la première d’Europe par la quantité de vin réalisée. Avec les difficultés rencontrées par la production massive de « vin de coupe » qui s'est avéré difficile à vendre, les viticulteurs sont encouragés par des primes à arracher les vignes. Une nouvelle activité se met en place : l’arboriculture fruitière (pommes, pêches, nectarines, etc., mais elle connaît à son tour un essoufflement. L'inactivité et le peu de débouchés locaux conduisent de nombreux jeunes à quitter la région[réf. nécessaire].

## Toponymie

### Héraldique
| Blason de Marsillargues | Les armes de Marsillargues se blasonnent ainsi : d'azur à une lettre M gothique d'argent incluse dans une orle du même. |

## Éducation

### Collège
La commune est dotée du collège Roger-Contrepas, dont le principal est Bruno Delong (jusqu'en 2014), Philippe Soumet (2014-2020) et Jérôme Bassier (depuis 2020).

## Traditions
Suivant une coutume répandue[Par qui ?] dans tout le monde méditerranéen ayant fortement subi l'influence latine, les habitants ont reçu un surnom (en occitan, un « escais ») toujours légèrement ironique et moqueur : les « bajans », littéralement les « nigauds » en languedocien.
La particularité du village est qu'il se situe en Petite Camargue, région de traditions taurines. L'expression ultime de ces traditions est atteinte lors des fêtes votives, généralement organisées au début du mois d'août et qui durent une dizaine de jours. Le programme de ces journées est organisé, avec la participation de la municipalité, par les clubs taurins dont le plus célèbre fêtera son quatre-vingtième anniversaire en 2007 : « La Sounaïa », du nom de la cloche qui pend au cou du taureau rassembleur, le « Simbèou ».
Généralement, la journée commence par une sortie dans les près, au milieu des taureaux et des gardians des diverses manades locales. C'est ou plutôt, c'était l'occasion pour les jeunes et les moins jeunes de passer un bon moment, de participer au tri des taureaux, et de déguster la fameuse saucisse grillée accompagnée de vin rosé. Ensuite, le départ des taureaux des prés, généralement du Cailar (3 km) était organisé pour « l'Abrivado » terme qui désigne l'arrivée des taureaux entourés des chevaux de Camargue montés par les gardians et de tout un cortège de remorques remplies de jeunes gens et de jeunes filles, et aussi de personnes de toutes les générations, tirées par des tracteurs, ainsi que de nombreux autres acteurs courant après les taureaux pour essayer de les faire échapper du cortège, en saisissant leur queue.
Le moment le plus attendu des Marsillarguois était le franchissement du pont du Vidourle dit depuis peu « Pont Boulet », où s'amassaient les badauds venus assister à « l'Abrivado ». C’était en principe sur le coup de midi où chevaux et gardians, taureaux et caravane d'accompagnateurs accomplissaient cette phase commémorative des fêtes votives, chaque jour à la même heure. Cette « abrivado » arrivait à son terme dès le franchissement des arènes, où les taureaux enfin arrivaient au terme de la matinée. La course d'une vachette « emboulée » (portant des boules protectrices sur les cornes) sollicitée par les jeunes et moins jeunes, précédait l'apéritif traditionnel de 13 heures. C'était le moment de repos mérité après une matinée aussi riche d'événements de tous ordres. Un orchestre jouait des pasodobles qui animaient de nombreux couples déambulant sur la piste de danse, tandis que d'autres assis autour des « guéridons » et le regard attendri, sirotaient le pastis qui coulait à flots.
L'après-midi, une course à la cocarde de taureaux était organisée et chaque Marsillarguois se faisait un point d'honneur d'y assister en prenant place dans les gradins des arènes. La course, entrecoupée d'un entracte, se déroulait avec six taureaux. Selon la journée concernée ces taureaux pouvaient être des « cocardiers » (les vedettes de la manade) ou des anoubles (jeunes taureaux) et le montant des attributs (cocarde, glands ou ficelles) primés plus ou moins important. Les « rasetteurs », tout de blanc vêtus et les « tourneurs » essayaient d'accomplir des prodiges sous les acclamations chaleureuses d'un public déchaîné.
C'était alors qu'intervenait le troisième acte de la journée : « la bandido » c'est-à-dire le retour aux près des taureaux sous la vigilance des gardians avec la même animation de la population.
Le dernier acte de la journée était clôturé par des repas énormes, que les divers groupes de jeunes organisaient et qui se terminaient à l'aube après le bal.
La reproduction de ce scénario, était quotidienne à tel point que l'épuisement de la jeunesse était total lors du dernier jour.
Actuellement, pour des raisons de sécurité, la bandido et l'abrivado ont été modifiées car le parcours est réduit et il se limite à la traversée de Marsillargues des arènes à la « Chicanette ». Tous les autres points sont dans l'ensemble maintenus dans la tradition.

## Politique et administration

### Liste des maires
| Période   | Période   | Identité                                 | Étiquette    | Qualité                                                                       |
| --------- | --------- | ---------------------------------------- | ------------ | ----------------------------------------------------------------------------- |
| 1944      | 1953      | Fernand Brémond                          | PCF          | Ouvrier agricole                                                              |
| 1953      | 1962      | Léopold Diot (décès en février 1962)     | SFIO         | Sous-chef de gare de 1er classe à la gare Saint-Charles                       |
| 1962      | 1976      | Roger Contrepas (décès en décembre 1975) | SFIO puis PS | Directeur de coopérative agricole                                             |
| 1976      | 1980      | Jacques Contrepas                        | PS           | Fils du précédent Ingénieur statisticien à l'Insee                            |
| 1980      | mars 1989 | René Bessière                            |              |                                                                               |
| mars 1989 | juin 1995 | André Teisson                            | PS           |                                                                               |
| juin 1995 | mars 2001 | Michel Génibrel                          | PCF          |                                                                               |
| mars 2001 | mars 2008 | Philippe Ullès                           | DVG          | Vice-président de la CCPL, délégué à l'aménagement du territoire              |
| mars 2008 | juin 2020 | Bernadette Vignon                        | DVG          | Vice-présidente de la CCPL, déléguée aux affaires sociales Présidente du CIAS |
| juin 2020 | En cours  | Patrice Spéziale,                        | DVG          | 2e Vice-Président de la CCPL                                                  |

## Démographie
Au dernier recensement, la commune comptait 6787 habitants.
| 1793  | 1800  | 1806  | 1821  | 1831  | 1836  | 1841  | 1846  | 1851  |
| ----- | ----- | ----- | ----- | ----- | ----- | ----- | ----- | ----- |
| 2 916 | 2 777 | 2 905 | 3 078 | 3 292 | 3 382 | 3 529 | 3 522 | 3 549 |

| 1856  | 1861  | 1866  | 1872  | 1876  | 1881  | 1886  | 1891  | 1896  |
| ----- | ----- | ----- | ----- | ----- | ----- | ----- | ----- | ----- |
| 3 435 | 3 446 | 3 609 | 3 466 | 3 368 | 3 227 | 3 195 | 3 413 | 3 507 |

| 1901  | 1906  | 1911  | 1921  | 1926  | 1931  | 1936  | 1946  | 1954  |
| ----- | ----- | ----- | ----- | ----- | ----- | ----- | ----- | ----- |
| 3 684 | 3 421 | 3 242 | 3 395 | 3 182 | 3 334 | 3 002 | 2 693 | 2 755 |

| 1962  | 1968  | 1975  | 1982  | 1990  | 1999  | 2006  | 2007  | 2012  |
| ----- | ----- | ----- | ----- | ----- | ----- | ----- | ----- | ----- |
| 2 812 | 3 048 | 3 023 | 3 653 | 4 386 | 5 334 | 5 760 | 5 821 | 6 172 |

| 2017  | 2022  | - | - | - | - | - | - | - |
| ----- | ----- | - | - | - | - | - | - | - |
| 6 248 | 6 787 | - | - | - | - | - | - | - |

## Économie
La principale activité économique à Marsillargues est l'activité agricole. En raison de la baisse de la consommation de vin, la viticulture qui représentait l'essentiel de l'activité agricole à Marsillargues, a cédé progressivement la place à la culture maraîchère diversifiée ces dernières décennies. Les produits agricoles cultivés en grande quantité à Marsillargues sont les asperges, les melons, les pommes et les pêches[réf. nécessaire].

## Patrimoine
Une éphémère société d'histoire locale, dénommée Il était une fois mon village, a existé entre 2019 et 2022,.

### Le château de Marsillargues

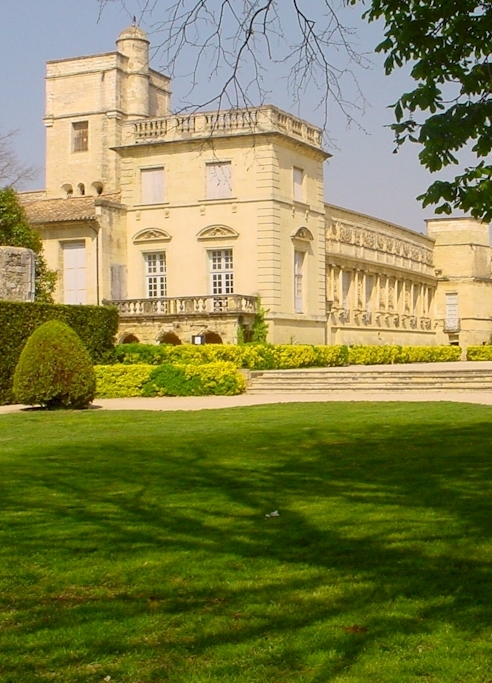
Le château de Marsillargues.

Appelé aussi « château Guillaume de Nogaret », l'édifice est fondé en 1305 par Guillaume de Nogaret, qui possédait plusieurs seigneuries. Le domaine est classé au titre des monuments historiques par arrêté du 20 octobre 1995.

### Le musée Paul-Pastre
Dans la cour du château, le micocoulier séculaire veille sur l'entrée du musée Paul Pastre, niché au sein de la demeure seigneuriale. Paul Pastre, amateur éclairé d'histoire locale et d'archéologie, découvre 2 autels gallo-romains dans les ruines du château. Faisant suite à cette découverte, l'idée de créer un musée prend forme en 1949. Aujourd'hui, 400 m2 d'expositions, répartis en sept salles, vous invitent à découvrir l'histoire locale à travers ses illustres concitoyens, Guillaume de Nogaret, Fernand Janin, Louis Uni dit Apollon, et les objets de beaucoup d'autres, moins illustres[réf. nécessaire].

### L’église de la Transfiguration-du-Seigneur
Le portail de l'église est inscrit au titre des monuments historiques par arrêté du 25 janvier 1980.

### Le temple protestant
Édifice imposant et d'architecture originale de 31 mètres de long sur 16 de large, il est le plus imposant du bas pays protestant avec une salle de 500 m2. La façade principale comporte un vaste fronton triangulaire néoclassique surmonté d'un clocher à l'architecture tout à fait inhabituelle (dôme). Début de la construction (première pierre) en 1802. Il fut inauguré en 1806 alors qu’il n’avait pas encore de plafond. Les travaux avancèrent lentement et ce n’est qu’en 1818 que commence la construction du plafond et des tribunes. Si le clocher fut terminé en 1823 tel qu’en atteste sa clé de voûte, la cloche ne fut mise en place qu'en 1826. Par sa grande originalité et ses dimensions, cet édifice mériterait sans nul doute une protection au titre des Monuments Historiques tel que cela est le cas pour certaines de ces constructions dans le département limitrophe du Gard[réf. nécessaire].

### Le petit temple
Dit aussi « église libre » (branche du protestantisme), fin XIXe, sorte de chapelle de style néogothique. Le bâtiment fut vendu dans les années 1990 et se trouve aujourd'hui malheureusement en état d'abandon[réf. nécessaire].

### Les arènes
Les arènes de Marsillargues construites en 1960 sont inscrites sur la liste des monuments historiques protégés depuis le 22 février 1993.

## Personnalités liées à la commune
- Guillaume de Nogaret, conseiller du Roi de France Philippe le Bel, fut seigneur de Marsillargues.
- Gaston Defferre naît en 1910 au mas de Bony, demeure construite par son grand-père Causse, près de Marsillargues sur la route qui va à Saint-Laurent-d'Aigouze.
- Louis Uni dit Apollon est né à Marsillargues.
- Fernand Janin repose au cimetière de Marsillargues. Architecte et urbaniste, il fut pensionnaire de l'Académie de France à Rome de 1910 à 1912.
- Jules Grand, fondateur de la Nacioun gardiano en 1904.
- Martin Vignolle, général de la Révolution et de l'Empire, est né à Marsillargues en 1763. Le nom du général Vignolle est inscrit sur la 21e colonne de l'Arc de Triomphe de l'Étoile à Paris.
- Jacques Antoine Mourgue, ministre de l'Intérieur en juin 1792 et grand philanthrope, est né le 2 juin 1734 à Marsillargues.
- André Bassaget, né et décédé dans la commune, ancien député de Vaucluse.
- Henry de Justamond, Garde-magasin de la Compagnie française des Indes orientales, puis Gouverneur de l'île Bourbon (île de la Réunion) 1715-1718, naît en 1683 à Marsillargues, issu d'une famille protestante. Son nom est attaché au développement de la culture du café en provenance de Moka dans l'île.
- Toussaint-François Node-Véran, naît à Marsillargues en 1773, peintre botaniste du Jardin des plantes de Montpellier.
- Charles Combet, fondateur de la devise rouge et verte, est né à Marsillargues le 4 novembre 1825[68].
- Émile Marignan (1847-1937), médecin, ethnographe, archéologue, lettré et écrivain occitan.
- Les frères Cloutier, céramistes et sculpteurs, y ont eu leur atelier de 1978 à leur mort (2008 et 2015),
- Guy de Rougemont et Anne-Marie Deschodt y vivent[69],[70],[71],[72].
- Jean-Claude Carrière, scénariste, écrivain, parolier et acteur, possède une maison à Marsillargues.
- Homéric, écrivain, vit en partie à Marsillargues.
- Patrice Meneghini, raseteur.
- Norbert Geneste, raseteur.
- Jean-Marc Daumas, licencié de théologie de la faculté de théologie protestante de Paris, diplômé de grec biblique de l'institut catholique de Paris, maître en théologie de la faculté de Montpellier, docteur en histoire de la faculté de lettres d'Aix-en-Provence, il enseigna également l'histoire de l'Église et l'hébreu ancien à la faculté de théologie réformée d'Aix-en-Provence.
- Louis Nicollin (1943-2017), entrepreneur dans le domaine des déchets ménagers et industriels, est inhumé sur la commune[73].
- Olivier Clément (1921-2009), théologien, écrivain, historien et poète repose au cimetière de la commune[74].